# Phêrô Phạm Tần
Phêrô Phạm Tần (1913 – 1990) là một giám mục của Giáo hội Công giáo Việt Nam. Ông là Giám mục chính tòa tiên khởi của Giáo phận Thanh Hóa. Trước đó, ông cũng từng giữ vai trò Phó Đại diện Tông Tòa Hạt Đại diện Tông Tòa Thanh Hóa (Địa phận Thanh Hóa) trong khoảng thời gian ngắn từ năm 1959 đến năm 1960. Khẩu hiệu giám mục của ông là "Khi con trở lại, hãy làm vững tin anh em con".
Phạm Tần từ nhỏ có chí hướng tu tập, năm 13 tuổi được gia đình cho theo con đường tu trì. Sau 15 năm tu học, năm 1941, ông được phong chức linh mục và lần lượt trải qua các vai trò khác nhau như linh mục phó xứ, chính xứ. Thời kỳ làm chính xứ Phúc Lãng, ông đã góp công xây dựng đời sống ổn định và ấm no cho người dân không phân biệt tôn giáo. Sau khi đi học tập cải tạo, Phạm Tần được chọn làm linh mục Tổng quản Địa phận Thanh Hóa.
Năm 1959, Tòa Thánh bổ nhiệm linh mục Phạm Tần làm Phó Đại diện Tông Tòa Địa phận Thanh Hóa. Cùng với việc thiết lập hàng giáo phẩm Công giáo Việt Nam, năm 1960, ông được nâng thành Giám mục Tiên khởi Giáo phận Thanh Hóa. Vì hoàn cảnh, đến tận năm 1975, ông mới được cử hành lễ truyền chức giám mục. Trong thời kỳ giám mục của mình Phạm Tần tham gia quản lý với vai trò đồng sáng lập Đại chủng viện Vinh Thanh. Ông qua đời ngày 1 tháng 2 năm 1990, thọ 77 tuổi.
Trong Hội đồng Giám mục Việt Nam, giám mục Phạm Tần giữ chức Chủ tịch Uỷ ban Giáo dân trong hai nhiệm kỳ II và III, kéo dài tổng cộng 6 năm, từ năm 1983 đến năm 1989.

## Tu tập
Giám mục Phêrô Phạm Tần sinh ngày 4 tháng 1 năm 1913 (hoặc ngày 3 tháng 1 năm 1913) tại giáo họ Bến Cát, giáo xứ Hiếu Thuận thuộc Hạt Đại diện Tông Tòa Thanh (Địa phận Thanh Hóa - nay thuộc Giáo phận Phát Diệm). Về địa giới hành chánh thuộc xã Khánh Mậu, huyện Yên Khánh, tỉnh Ninh Bình.
Năm 1926, khi cậu Phạm Tần được 13 tuổi, gia đình cho nhập học tại Trường Tập Ba Làng, Thanh Hóa. Một năm sau đó, cậu nhập học Tiểu chủng viện Phúc Nhạc, Phát Diệm. Sau 8 năm là tiểu chủng sinh, năm 1935, chủng sinh Tần được gửi học tại Đại chủng viện Xuân Bích, Hà Nội và đã hoàn thành chương trình Thần học và Triết học tại đây.

## Linh mục
Sau quá trình tu học, ngày 7 tháng 6 năm 1941, Phó tế Phạm Tần được thụ phong linh mục. Sau khi được truyền chức linh mục, tân linh mục Tần được bổ nhiệm đảm nhận vai trò giáo sư và linh hướng của Tiểu Chủng viện Ba Làng kể từ năm 1942. Trong khoảng thời gian hai năm từ năm 1945, giám mục địa phận cử linh mục Phạm Tần đảm nhận vai trò làm linh mục phó xứ Giáo xứ Ba Làng. Năm 1947, ông được bổ nhiệm đảm nhận vai trò linh mục chánh xứ Giáo xứ Phúc Lãng. Thời kỳ đảm nhận vai trò này, linh mục Phạm Tần quan tâm cải thiện đời sống người dân không phân biệt tôn giáo. Tại giáo xứ, ông thiết lập các nhà máy giấy, nhà máy in, xưởng dệt, xưởng làm nón và cho ra đời báo Chân Lý để giáo huấn giáo dân cả về đời sống lẫn tôn giáo. Các nhà máy ông thành lập đã tạo nhiều việc làm cho người dân.
Nói về tờ báo Chân Lý, cuốn Việt Nam Giáo sử Quyển II của linh mục Phan Phát Huồn cho rằng với tinh thần của linh mục Phạm Tần, tờ báo có sứ mạng đề cao văn hóa Công giáo, chống lại sự bóp nghẹt về văn hóa trong chế độ Cộng sản. Nhà máy sản xuất giấy của linh mục Phạm Tần cung cấp giấy trong phạm vi toàn tỉnh. Xưởng dệt do ông thiết lập ngoài cung cấp đủ lượng vải cho người dân, còn đủ cung ứng cho các làng lân cận. Nhờ xưởng dệt, các công việc có liên quan như trồng bộng lấy sợi, thu lượm lá nón và đào tạo người dân cách làm nón lá. Nhờ những cố gắng của linh mục Phạm Tần, đời sống người dân quanh vùng giáo xứ Phúc Lãng ấm no và ổn định. Năm 1952, ông cho khởi công tái thiết nhà thờ Phúc Lãng với 7 gian.
Sau 5 năm đảm nhận vai trò linh mục chính xứ Phúc Lãng, từ năm 1952 đến năm 1954, linh mục Tần đi học tập cải tạo. Sau khi trở về, ngày 24 tháng 3 năm 1954, ông được Giám mục Louis de Cooman Hành bổ nhiệm giữ chức Linh mục Tổng quản Địa phận Thanh Hóa. Giám mục Hành chính thức phải hồi hương ít tháng sau đó, vào ngày 21 tháng 6. Các linh mục giáo phận phần lớn phải đi cải tạo và các việc mục vụ đổ dồn về linh mục Tổng quản. Sau khi hiệp định Giơ-ne-vơ ký kết vào cuối tháng 7 năm 1954, một số lượng lớn linh mục, tu sĩ và giáo dân đã di cư vào Nam. Điều này khiến các cơ sở đào tạo cũng như hội dòng tại giáo phận phải đóng cửa. Sau khi được bổ nhiệm chức Tổng quản, linh mục Tần tổ chức đi thăm mục vụ địa phận. Tính đến năm 1955, địa phận chỉ có 30 linh mục.
Số giáo dân năm 1954 ước lượng vào khoảng 100.000 và tổ chức thành 45 giáo xứ, số giáo dân di cư vào khoàng 15.000 và 60 linh mục phân tán khắp miền Nam Việt Nam, theo Việt Nam Giáo sử Quyển II của Phan Phát Huồn. Trong bối cảnh khi không chỉ riêng giáo phận Thanh Hóa, các giáo phận miền Bắc Việt Nam như Hải Phòng, Bùi Chu, Phát Diệm,... không chỉ có linh mục mà giám mục địa phận cũng quyết định di cư, linh mục Phạm Tần quyết định ở lại giáo phận với sự hỗ trợ mục vụ của bảy đến tám linh mục trẻ tuổi.
Bản tin của Catholic News Service ngày 22 tháng 8 năm 1955 báo cáo linh mục Phạm Tần đã bị Việt Minh bắt đi từ ngày 14 tháng 6, ngày mà Chủ tịch Hồ Chí Minh cam kết về tự do tôn giáo. Lý do linh mục này bị bắt là vì ủng hộ người tỵ nạn đi đến miền Nam và đã tường thuật báo cáo một vụ được cho là hiện ra của Bà Maria (người Công giáo gọi là Đức Mẹ). Trên thực tế, sau khi trở về châu Âu năm 1954, vào thời điểm bản tin kể trên, giám mục Cooman Hành đã trở lại và định cư ở miền Nam Việt Nam do không thể trở lại địa phận Thanh Hóa.

## Giám mục

### Vị giám mục Tân cử
Ngày 17 tháng 3 năm 1959, linh mục Phêrô Phạm Tần được Tòa Thánh chọn làm Giám mục hiệu tòa Giustiniapoli, được bổ nhiệm làm Phó Đại diện Tông Tòa Hạt Đại diện Tông Tòa Thanh Hóa (Địa phận Thanh Hóa) với quyền kế vị Đại diện Tông Tòa Louis Hành. Tính đến năm 2009, ông là một trong số 7 giám mục người Việt xuất thân từ giáo phận Phát Diệm (chưa bao gồm giám mục Giuse Nguyễn Năng.
Cùng với việc thiết lập hàng Giáo phẩm Việt Nam, Tòa Thánh chính thức nâng Hạt Đạt diện Tông Tòa Thanh Hóa (Địa phận Thanh Hóa) trở thành Giáo phận Thanh Hóa, đặt Giám mục Phạm Tần làm Giám mục chính tòa Tiên khởi. Văn thư công bố ngày 24 tháng 11 năm 1960, loan tin đến Việt Nam ngày 8 tháng 12 cùng năm. Trong tông hiến thiết lập, ông được nhắc đến giữ chức vụ Giám quản Tông Tòa Hạt Đại diện Tông Tòa Thanh Hóa.
Bản tin ngày 13 tháng 8 năm 1962 của Catholic News Agency cho rằng hai giám mục tân cử là Phạm Tần và Vinh Sơn Phaolô Phạm Văn Dụ đã gần như trong trạng thái quản thúc, nhằm ngăn chặn các giáo sĩ này được cử hành lễ tấn phong giám mục. Trong tình hình chiến sự khó khăn, từ năm 1964, việc đào tạo chủng sinh giáo phận đã bị đình trệ. Sau di cư năm 1954, số giáo dân giảm 30.000 về mức khoảng 70.000 giáo dân tổ chức thuộc 44 giáo xứ. Trong hoàn cảnh chiến tranh, các cơ sở tôn giáo như các khu đất xung quanh Tòa giám mục, nhà thờ chính tòa, các hội dòng lần lượt bị chính quyền mượn hoặc trưng thu. Các cơ sở từ thiện xã hội vì thiếu người trông coi cũng đã phải đóng cửa. Tình hình mục vụ khó khăn: thiếu linh mục, điện, nước, bánh và rượu lễ,... Cũng trong thời kỳ chiến sự, hàng chục quả bom tàn phá Tòa giám mục Thanh Hóa và giám mục Phạm Tần phải tản cư đến các giáo xứ Phù Bình và Ngọc Sơn. Các nhà thờ bị tháo dỡ và tình hình xây dựng nhà thờ mới rất hạn chế.

### Tấn phong và mục vụ
Sau 16 năm được bổ nhiệm làm Giám mục, mãi đến ngày 22 tháng 6 năm 1975, (một số tài liệu ghi nhận là ngày 26 tháng 6 hoặc ngày 20 tháng 6) ông mới được Giám mục Phêrô Maria Nguyễn Năng làm chủ lễ tấn phong Giám mục tại nhà thờ chính toà Thanh Hoá. Sở dĩ Giám mục Năng tấn phong chức giám mục cho linh mục Tần trong thời điểm này là do có sự ủy nhiệm chính thức từ Tòa Thánh. Trong một giai đoạn lịch sử, giám mục Phạm Tần cùng một số giám mục địa phần miền Bắc khác như Phêrô Maria Khuất Văn Tạo, Gioan Baotixita Trần Hữu Đức, Vinh Sơn Phaolô Phạm Văn Dụ,... được gọi là các giám mục "chui" vì được truyền chức âm thầm và khó tiếp cận với giáo dân do bị sức ép từ chính quyền Việt Nam. Đài vô tuyến Hà Nội chính thức loan tin tân giám mục đã chính thức nhận giáo phận Thanh Hóa vào tháng 7 năm 1975. Bản tin cũng loan tin xác nhận về tân giám mục Giáo phận Bùi Chu Đa Minh Lê Hữu Cung.
Giám mục Phạm Tần cùng các giám mục Việt Nam thực hiện chuyến viếng thăm Ad Limina vào năm 1980. Nhân chuyến đi này, ông cũng đi đến các nước châu Âu nhằm xin viện trợ cho Việt Nam. Phát biểu tại Turin, ông cho biết tình trạng thiếu thốn của Việt Nam và kể vể tình trạng viện trợ ít ỏi của Liên Xô và sự bỏ mặc của Hoa Kỳ và cả Trung Quốc. Khi được hỏi tại sao một giám mục Công giáo lại xin viện trợ cho một quốc gia Cộng sản, giám mục Phạm Tần cho rằng những người từ chối hỗ trợ chỉ vì Việt Nam là một quốc gia xã hội chủ nghĩa không hiểu rõ tình hình người dân tại đây, và khoản hỗ trợ là hỗ trợ cho người dân, không phải chính quyền Việt Nam.
Giám mục Phêrô Phạm Tần cai quản giáo phận Thanh Hóa trong thời gian khó khăn nhất của giáo phận, trải qua nhiều biến cố đổi thay của lịch sử trong suốt quá trình làm giám mục của mình, như sự kiện thiết lập Hàng Giáo phẩm Việt Nam, Công đồng chung Vaticano II, Việt Nam thống nhất. Tuy nhiên, ông đã luôn vững bước và làm hoàn thành tác vụ trong cương vị giám mục của giáo phận được giao. Với linh mục đoàn ít ỏi, sau ngày kết thúc chiến tranh, giám mục Tần chỉ phong chức linh mục cho thêm 7 chủng sinh, trong khi số linh mục giáo phận ngày càng giảm sút. Tính đến cuối năm 1989, từ con số 30 linh mục năm 1955, chỉ còn lại 1 giám mục, 13 linh mục, quản lý 46 giáo xứ và 115.000 giáo dân. Các nữ tu dòng Mến Thánh Giá chỉ còn lại 50 nữ tu và đa số đều cao niên.
Từ năm 1983, Hội đồng Giám mục Việt Nam bầu chọn Giám mục Phạm Tần giữ chức Chủ tịch Ủy ban Giáo dân trực thuộc Hội đồng Giám mục Việt Nam nhiệm kỳ 3 năm từ năm 1983 đến năm 1986. Ông tái đắc cử vị trí này và giữ chức vụ thêm một nhiệm kỳ, từ năm 1986 đến năm 1989. Năm 1988, ông cùng với Giám mục Phêrô Gioan Trần Xuân Hạp thành lập Đại chủng viện Vinh Thanh và làm Phó Giám đốc của Đại chủng viện này. Lễ khai giảng chủng viện chính thức tổ chức vào ngày 22 tháng 11 cùng năm. Chủ tế là giám mục Trần Xuân Hạp và giám mục Phạm Tần giảng lễ. Hơn 100 linh mục tham gia đồng tế với số giáo dân tham gia lên đến 30.000.
Là lãnh đạo giáo phận, tuy vậy Giám mục Phạm Tần ưa thích việc tự lực mưu sinh. Ông đã quyết định dành tất cả các vùng đất quanh Tòa giám mục để trồng lúa và các loại hoa màu. Bản thân giám mục Tần cũng như các linh mục, chủng sinh tại Tòa giám mục thường xuyên lao động trồng trọt tại khu vực này. Trong thập niên 1980, Giám mục Phạm Tần thường hỗ trợ các đoàn người thân của các linh mục miền Nam cải tạo tại miền Bắc bằng cách cho họ tạm trú tại Tòa giám mục và đài thọ các chi phí. Việc này gây được nhiều thiện cảm và các đoàn này sau khi về miền Nam dành nhiều lời khen ngợi.
Ngày 1 tháng 2 năm 1990 (mùng 6 Tết Canh Ngọ), Giám mục Phêrô Tần qua đời lúc 4 giờ sáng tại Tòa giám mục Thanh Hóa, hưởng thọ 77 tuổi, được an táng tại nhà thờ chính tòa Thanh Hóa. Theo số liệu từ sách Lược sử Giáo phận Thanh Hóa, vào năm 1990 giáo phận Thanh Hóa có linh mục đoàn 13 người với phân nửa đã trên 70 và 2 thầy giảng quản lý 112.000 giáo dân trong 48 giáo xứ. Sau khi giám mục Tần qua đời, hồng y tổng giám mục Hà Nội Giuse Maria Trịnh Văn Căn đảm nhận vai trò Giám quản cho đến khi qua đời vào ngày 18 tháng 5 cùng năm. Giáo phận được linh mục Giám quản Antôn Trần Lộc quản lý đến khi có tân giám mục Bartôlômêô Nguyễn Sơn Lâm nhận giáo phận vào năm 1994.

## Nhận định
Linh mục Trần Phúc Long viết nhận định về Giám mục Phạm Tần trong sách 25 Giáo Phận Việt Nam:
| “ | Trong hoàn cảnh bi đát nhất: chiến tranh tàn khốc, thiếu tiền bạc, thiếu linh mục và luôn luôn bị khủng bố, tù đầy. Nhưng Đức Cha vẫn làm tròn trách nhiệm một chủ chăn với một tình thần bất khuất và khôn ngoan. Ngài sáng lập và duy trì với mọi hy sinh tờ báo "Chân Lý", vẫn chủ toạ các buổi học hỏi của các Đoàn Thể Liên Đoàn Công Giáo, tiếp tục hướng dẫn các linh mục trong các Chương trình huấn luyện Tông đồ giáo dân. Kết quả rất khích lệ, vì hàng năm số tân tòng vẫn đông, nhờ các "giáo lý viên" là những Tông đồ giáo dân. | ” |

## Tông truyền
Phêrô Phạm Tần được tấn phong giám mục năm 1975, dưới thời Giáo hoàng Phaolô VI, bởi:
- Giám mục chủ phong: Giám mục chính tòa Giáo phận Vinh, Phêrô Maria Nguyễn Năng.

Phêrô Phạm Tần là giám mục phụ phong cho các giám mục:
- Năm 1977, Giuse Nguyễn Thiện Khuyến, cố Giám mục Phó Giáo phận Phát Diệm.
- Năm 1979, Phêrô Gioan Trần Xuân Hạp, cố Giám mục chính tòa Giáo phận Vinh.